# José de Araújo Viana
José de Araújo Vianna (Porto Alegre, 14 de fevereiro de 1872 —  Rio de Janeiro, 2 de novembro de 1916) foi um pianista, maestro e compositor erudito brasileiro.
Educou-se em piano com professores de seu estado natal, onde foi um dos fundadores da extinta Orquestra Filarmônica Portoalegrense (1887). Depois mudou-se, com 22 anos, para Milão para continuar seus estudos de Harmonia e Composição no Conservatório Real de Milão. Pianista talentoso, preferiu a carreira de professor e acompanhador antes do que a de concertista.
De volta ao Brasil compôs diversas obras para piano, violino e violoncelo, entre elas Allegro appassionato para violino. Aos 28 anos escreveu sua primeira ópera, Carmela, apresentada no Theatro São Pedro, em outubro de 1902, em seguida apresentada no Rio de Janeiro. Mais tarde escreveu Rei Galaor.
O maestro Ion Bressan é o revisor da sua Obra Completa e reconstruiu a partitura de Carmela, que só era conhecida em redução para piano.
É patrono da cadeira nº 34 da Academia Brasileira de Música. Em sua homenagem existe o Auditório Araújo Viana em Porto Alegre.